# Arturo Zavattini
Arturo Zavattini (Luzzara, 15 luglio 1930) è un fotografo e direttore della fotografia italiano.

## Biografia
Figlio di Cesare Zavattini e fratello dello sceneggiatore e autore televisivo Marco, iniziò ad interessarsi alla fotografia nel 1949, quando il padre gli regalò una macchina fotografica. Nel 1951 inizia a lavorare nel mondo del cinema grazie a Vittorio De Sica che lo presenta ad Aldo Graziati, direttore della fotografia di Umberto D.,  ha proseguito la carriera nel reparto cinematografico della fotografia come assistente operatore, operatore e direttore della fotografia.
Come fotografo, accompagnò Ernesto de Martino nella sua spedizione etnografica in Lucania nel giugno 1952, poi ha continuato a fotografare soprattutto negli anni Cinquanta e Sessanta.
Nel 1982 ha firmato la fotografia del film televisivo La veritaaaà, unico film scritto, interpretato e diretto dal padre. Si dedicherà poi interamente alla cura dell'Archivio Cesare Zavattini e alla valorizzazione del suo archivio fotografico personale.

## Filmografia parziale

### Assistente operatore
- Un marito per Anna Zaccheo, regia di Giuseppe De Santis (1953)
- Giorni d'amore, regia di Giuseppe De Santis (1954)
- Il bidone, regia di Federico Fellini (1955)
- La donna del fiume, regia di Mario Soldati (1955)
- La fortuna di essere donna, regia di Alessandro Blasetti (1956)
- La diga sul Pacifico, regia di René Clément (1957)
- La rossa, regia di Helmut Käutner (1962)

### Operatore di macchina
- Vacanze a Ischia, regia di Mario Camerini (1957)
- La legge, regia di Jules Dassin (1958)
- La dolce vita, regia di Federico Fellini (1960)
- Divorzio all'italiana, regia di Pietro Germi (1961)
- Legge di guerra, regia di Bruno Paolinelli (1961, anche direttore della fotografia)
- La ragazza in vetrina, regia di Luciano Emmer (1961)
- La città prigioniera, regia di Joseph Anthony (1962)
- Il disordine, regia di Franco Brusati (1962)
- Lo sgarro, regia di Silvio Siano (1962)
- Il maestro di Vigevano, regia di Elio Petri (1963)
- La mia signora, regia di Tinto Brass, Mauro Bolognini e Luigi Comencini (1964)
- I complessi, regia di Dino Risi, Franco Rossi, Luigi Filippo D'Amico (1965)
- Ménage all'italiana, regia di Franco Brusati (1965)
- Caccia alla volpe, regia di Vittorio De Sica (1966)
- Il grande colpo dei 7 uomini d'oro, regia di Marco Vicario (1966)
- Arabella, regia di Mauro Bolognini (1967)
- Le dolci signore, regia di Luigi Zampa (1967)
- La ragazza e il generale, regia di Pasquale Festa Campanile (1967)
- Il medico della mutua, regia di Luigi Zampa (1968)
- Meglio vedova, regia di Duccio Tessari (1968)
- L'assoluto naturale, regia di Mauro Bolognini (1969)
- Camille 2000, regia di Radley Metzger (1969)
- Certo, certissimo, anzi... probabile, regia di Marcello Fondato (1969)
- Violenza al sole - Una estate in quattro, regia di Florestano Vancini (1969)
- L'uccello dalle piume di cristallo, regia di Dario Argento (1970)

### Direttore della fotografia
- Legge di guerra, regia di Bruno Paolinelli (1961, anche operatore di macchina)
- Giuochi particolari, regia di Franco Indovina (1970)
- Scipione detto anche l'Africano, regia di Luigi Magni (1971)
- Trastevere, regia di Fausto Tozzi (1971)
- Anche se volessi lavorare, che faccio?, regia di Flavio Mogherini (1972)
- Un ufficiale non si arrende mai, nemmeno di fronte all'evidenza. Firmato Colonnello Buttiglione, regia di Mino Guerrini (1973)
- ...altrimenti ci arrabbiamo!, regia di Marcello Fondato (1974)
- Il lumacone, regia di Paolo Cavara (1974)
- Il piatto piange, regia di Paolo Nuzzi (1974)
- La linea del fiume, regia di Aldo Scavarda (1975)
- Il garofano rosso, regia di Luigi Faccini (1976)
- Giovannino, regia di Paolo Nuzzi (1976)
- La veritaaaà, regia di Cesare Zavattini (1982 - Film TV)